# Sainte-Fauste

Sainte-Fauste este o comună în departamentul Indre, Franța. În 1 ianuarie 2022 avea o populație de 260 de locuitori.